# Хотилове (авіабаза)
Хотилово-2 — авіабаза (аеродром спільного базування) за 20 км на південь від міста Бологе Тверська область, поблизу автомобільної траси М10 Москва — Санкт-Петербург. На аеродромі базується  790-й винищувальний авіаполк 105-тої змішаної авіаційної дивізії 6-ї армії ВПС і ППО (МіГ-31, Су-27).
Авіабаза знаходиться у постійній бойовій готовності, забезпечуючи охорону повітряного простору Москви та Центрального промислового регіону. Командує аеродромом нині полковник Живаєв Михайло Анатолійович.

## Історія

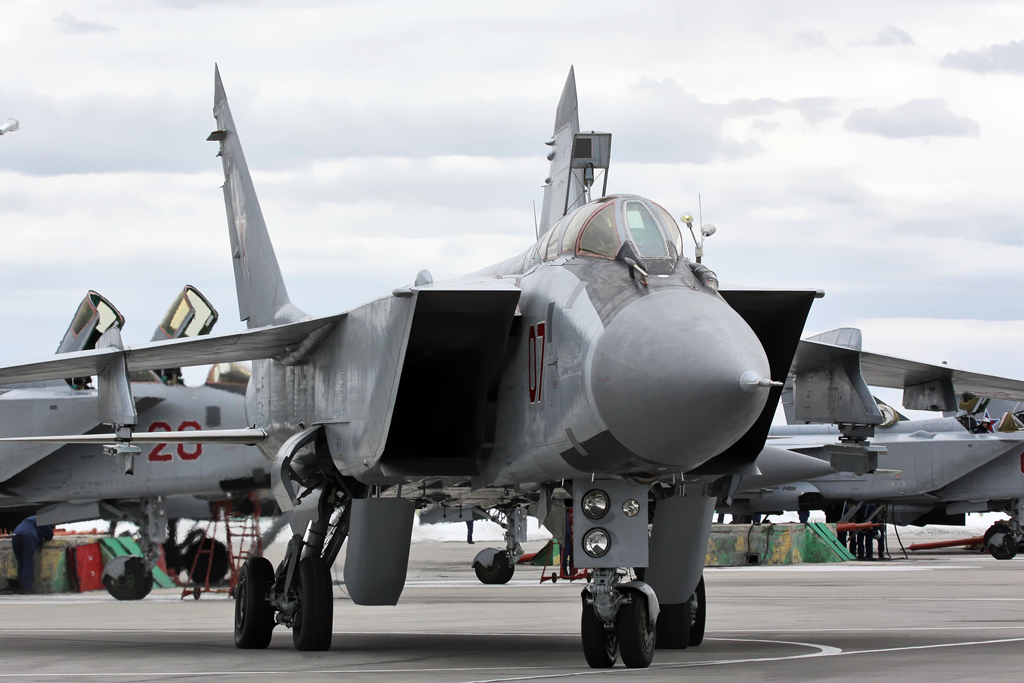
МіГ-31 зі складу 790 ВАП

Перші літаки в районі села Хотилове з'явилися ще до Другої світової війни.
У період з березня 1945 року по липень 1946 року на аеродромі базувалися управління та полки 257-ї винищувальної авіаційної Свірської дивізії, розформованої у липні 1946 року (Як-9М і Ла-7).
У 50-60-х роках минулого століття тут базувалися гвинтові та перші реактивні літаки. У ході їх експлуатації загинуло багато льотчиків та льотчиків-випробувачів — деяких льотчиків ховали на цвинтарі в селі Хотилове. Донедавна можна було бачити могили з пропелерами. Містечко аеродрому розташовувалося вздовж шосе. Злітне поле та допоміжні доріжки були викладені типовими металевими трапами, які і зараз можна бачити в селі — їх використовують як доріжки та огорожі. Під час відвідування Фіделем Кастро ракетної дивізії у місті Бологе-4 він прилетів з урядовою делегацією саме на аеродром Хотилове. Технічне постачання аеродрому велось через найближчу залізничну станцію Куженкіно. Там був обладнаний пакгауз, навантажувальний майданчик та місце для вивантаження палива. Літаки надходили і вирушали залізницею у розібраному вигляді, у дерев'яних контейнерах сірого кольору — фюзеляж та крила окремо. Пізніше, у 70-х роках, містечко і сам аеродром перенесли за кілька кілометрів убік, за річку Шліна, де він і знаходиться зараз.
З квітня 2006 р. проводилася кардинальна реконструкція: збільшена довжина ЗПС з 2500 до 3000 метрів та її ширина, повністю замінені покриття ЗПС, перону та рульових доріжок на бетонний моноліт; збудовано нові будівлі контрольно-диспетчерського пункту (КДП), стартового командного пункту (СКП) та кілька інших будівель різного призначення, у тому числі будівлю чергової ланки. Після реконструкції аеродром здатний приймати будь-які типи російських військових літаків, включаючи стратегічні бомбардувальники Ту-160.
Наказом командувача військ Командування Спеціального призначення з 24 вересня 2007 року аеродром введений в експлуатацію та готовий до прийому та організації польотів державної авіації.
Льотний склад авіабази брав активну участь у російсько-білоруських навчаннях «Захід-2009», де відпрацьовували перехоплення повітряних цілей. Крім того, щороку проводяться бойові стрільби на полігонах Ашулук та Ладога.

## Склад
Зараз на авіабазі дислокуються:
- 790-й винищувальний авіаційний ордена Кутузова полк, на озброєнні якого знаходяться літаки МіГ-31 (дві ескадрильї) та одна ескадрилья на Су-27;
- 844-й окремий батальйон зв'язку та радіотехнічного забезпечення.

З 2007 року є аеродромом спільного базування — окрім військової авіації, тут базується і цивільна — ФДБУ "Спеціальний льотний загін «Росія». Аеродром використовується Президентом РФ та його гостями при прямуванні до резиденції «Вечеря» на Валдаї.

### 790-й винищувальний авіаційний полк
Полк сформований як 69-й «А» винищувальний авіаційний полк у жовтні-листопаді 1941 року в Кіровабаді на базі 69-го винищувального авіаполку (ВАП). 8 березня 1942 року отримав новий номер: 790-й ВАП. На озброєнні мав винищувачі ЛаГГ-3. 15 травня 1942 р. приступив до бойової роботи у складі ВПС 46-ї армії на Закавказькому фронті.

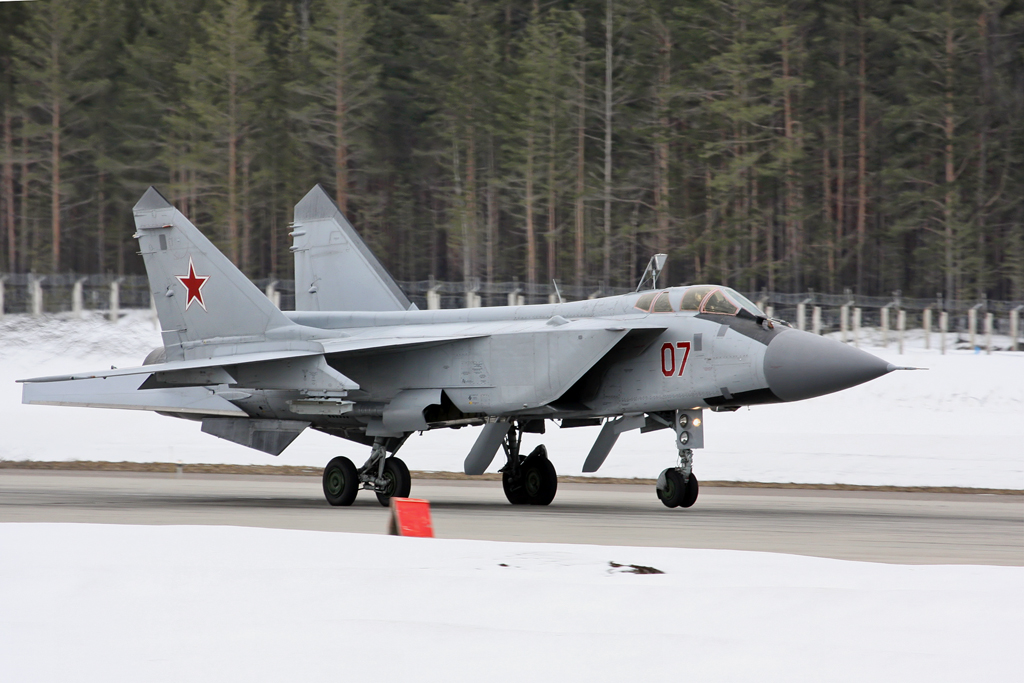
МіГ-31 зі складу 790 ВАП

Торішнього серпня 1942 увійшов до складу 219-ї бомбардувальної авіаційної дивізії, що діяла на Закавказькому, і з січня 1943 року у Північно-Кавказькому фронті. З квітня 1943 р. діяв у складі 229-ї винищувальної авіадивізії (ВАД). У травні 1944 виведений у тил на переформування, де увійшов до складу 129-ї ВАД. переозброєний винищувачами Ла-5. З 13 жовтня 1944 року і до кінця війни діяв у складі 129-ї ВАД на 3-му Білоруському фронті. Всього за роки війни льотчиками полку здобуто 182 повітряні перемоги.
У 1980—1993 роках полк літав літаками МіГ-25. З 1994 року авіаполк поступово переозброївся на винищувачі-перехоплювачі МіГ-31. На час реконструкції авіабази Хотилове у 2006—2008 роках авіаполк був тимчасово перебазований на авіабазу в Дорохові . З переходом новий образ Збройних Сил РФ полк став авіабазою у складі Оперативно-стратегічного командування Повітряно-космічної оборони ВПС, тобто переформованого Командування спеціального призначення. Авіаполк прийняв із Бежецького винищувального авіаційного полку ескадрилью Су-27. А в Бежецьку залишилася комендатура, яка структурно увійшла до складу авіабази Хотилове.

### 844-й окремий батальйон зв'язку та радіотехнічного забезпечення
844-й окремий батальйон зв'язку та радіотехнічного забезпечення (ОБС РТО) з 1953 року забезпечує польоти 790-го ВАП. Батальйон розпочав своє формування у лютому 1953 року на станції Куженкіно Бологівського району Тверської області. Наразі батальйоном командує гвардії підполковник Сайганов Вадим Олександрович. Організаційно включає відділення зв'язку, РТО, роту РЗА, ТЕЧ і управління. У складі батальйону знаходиться весь комплекс радіотехнічних засобів забезпечення польотів: радіотехнічна система ближньої навігації (РСБН), приводна аеродромна радіостанція (ПАР), стартово-командний пункт (СКП), радіолокаційна система посадки (РСП), світлосигнальне обладнання (ССО) та ін. В останні роки на озброєння надійшли новітні зразки сучасної техніки — СКП «ІКСА», «Transcon» та ін.

## Катастрофи та інциденти
- 20 березня 1990 — катастрофа літака МіГ-25ПД, аеродром Хотилове, льотчик старший лейтенант Бабаханов К. А. Метеоумови денні складні, нижній край хмарності 300 м, видимість 3 км, дощ. Льотчик виконував завдання за вправою 19 КБП АПВО ІДД-86 «Повітряний бій зі швидкісною висотною неманевруючою ціллю при зближенні на курсах, що перетинаються». При заході на посадку в умовах значного погіршення погоди на віддаленні 4 км він доповів про прохід дальнього радіомаяка приводу та зоровий контакт зі смугою, прийнявши за неї територію з вогнями підходу, і за 800 м до ЗПС здійснив посадку на два основні колеса. Однак, зрозумівши, що припустився помилки, взяв ручку «на себе» і збільшив оберти двигуна. Літак відійшов від землі, але запасу енергії забракло дотягти до ЗПС. За 300 м до смуги на великих кутах атаки літак зіткнувся з землею, зруйнувався і спалахнув. Льотчик загинув. Причинами катастрофи стали: посадка літака на ґрунт до кінцевої смуги безпеки з подальшим його руйнуванням внаслідок сприйняття льотчиком вогнів підходу за вогні ЗПС; втрата управління екіпажем на передпосадковому плануванні літака та неприйняття ним заходів щодо запобігання ненавмисній посадці.

- 16 липня 1996 року, катастрофа МіГ-31 180 гв. ВАП (а/б Громово) — екіпаж загинув. О 21 годині 31 хвилині на аеродромі Хотилове екіпаж літака МіГ-31 у складі командира корабля підполковника Ананка В. Ф. та штурмана корабля старшого лейтенанта Левченка К. П. виконував зліт. На розбігу відбулася відмова авіаційної техніки, при сході з ЗПС літак зіткнувся з перешкодою та вибухнув.

- 1 червня 2005 при посадці під час пробігу по злітно-посадковій смузі у літака МіГ-31 спалахнули обидва двигуни. За командою керівника польотами льотчики катапультувалися. Літак зійшов зі смуги та згорів. Екіпаж, майор Олег Заболотний та капітан Олександр Абушенков, із травмами доставлено до шпиталю[3][4].

- 22 вересня 2020 російський винищувач Су-35С ВКС РФ під управлінням майора Василя Савельєва під час навчального повітряного бою збив інший російський винищувач Су-30М2. Пілот збитого літака відразу катапультувався[5][6][7].

- 8 квітня 2022 під час виконання планового навчально-тренувального польоту зазнав аварії літак МіГ-31, котрий злетів з аеродрому Хотилове. Винищувач упав у селі Почап, біля озера Біле. Екіпаж катапультувався[8].